# 442 до н. е.

## Події
- 84 олімпіада, рік 3
- Рим: консули Марк Фабій Вібулан та Постум Ебуцій Гельва Корніцен